# Amerila novobritannica
Amerila novobritannica är en fjärilsart som beskrevs av Rothschild 1910. Amerila novobritannica ingår i släktet Amerila och familjen björnspinnare. Inga underarter finns listade i Catalogue of Life.